# Lamothe-Montravel
Lamothe-Montravel (okzitanisch: La Mòta de Mont Ravèl) ist eine französische Gemeinde mit 1430 Einwohnern (Stand 1. Januar 2022) im Département Dordogne in der Region Nouvelle-Aquitaine.

## Lage
Lamothe-Montravel liegt auf dem Nordufer der Dordogne in einer Höhe von etwa 20 Metern ü. d. M. im Westen des Départements Dordogne. Die nächstgelegene größere Stadt ist das etwa 40 Kilometer (Fahrtstrecke) östlich gelegene Bergerac, der Hauptort des Arrondissements. Der historisch bedeutsame Schlachtenort Castillon-la-Bataille liegt etwa sechs Kilometer weiter westlich im Département Gironde.

## Bevölkerungsentwicklung
| Jahr      | 1962 | 1968 | 1975 | 1982 | 1990 | 1999 | 2006 | 2017 |
| Einwohner | 894  | 914  | 896  | 950  | 1093 | 1146 | 1327 | 1330 |

Auch im 19. Jahrhundert hatte die Gemeinde meist um die 1000 Einwohner. Durch die Reblauskrise im Weinbau und die Mechanisierung der Landwirtschaft sanken die Bevölkerungszahlen auf die Tiefststände in den 1960er und 1970er Jahren ab.

## Wirtschaft und Infrastruktur
In früheren Zeiten lebten die Einwohner der Gemeinde als Selbstversorger von der Landwirtschaft, zu der auch der Weinbau und ein wenig Viehwirtschaft gehörten. Bereits seit mittelalterlicher Zeit wurde ein Teil des in der Gegend produzierten Weines in Fässern und auf Flößen oder Lastkähnen über die Dordogne und die Häfen an der Gironde nach England verschifft. Die Böden des Gemeindegebietes gehören heute zum Weinbaugebiet Montravel (AOC).
Lamothe-Montravel hat einen Bahnhof an der Bahnstrecke Libourne–Buisson und wird im Regionalverkehr mit TER-Zügen zwischen Bordeaux-Saint-Jean einerseits sowie Bergerac und Sarlat-la-Canéda andererseits bedient.

## Geschichte

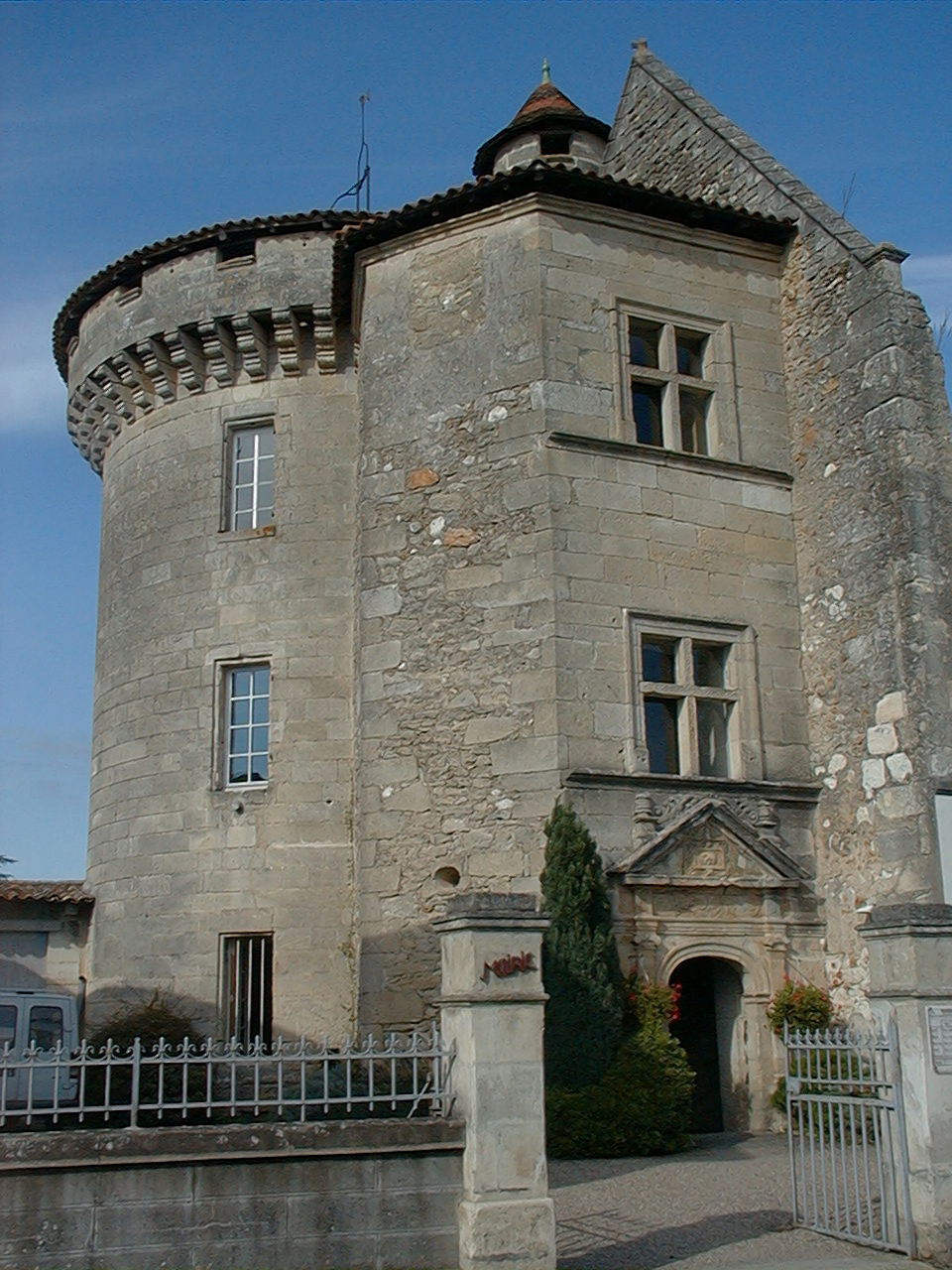
Château des Archevêques de Bordeaux

Auf dem Gemeindegebiet wurden neolithische, bronze- und eisenzeitliche sowie römische Keramikfunde gemacht. Lamothe (La Motha) und Montravel (Monte Ravello) bildeten bereits im ausgehenden Mittelalter eine Einheit. Im 16. Jahrhundert wandte sich ein Großteil der Bevölkerung dem Protestantismus zu. Gleich zu Beginn der Hugenottenkriege (1562–1598) geriet auch Lamothe-Montravel in den Strudel der Auseinandersetzungen: Schloss und Ort erlitten schwere Zerstörungen. Am 22. Februar 1622 wurde der Ort erneut belagert – diesmal von den Soldaten Ludwigs XIII. unter der Führung des Herzogs von Elbeuf.

## Sehenswürdigkeiten
- Das Château des Archevêques de Bordeaux wurde im 15./16. Jahrhundert erbaut und war der Sommersitz der Erzbischöfe von Bordeaux. Als solcher stand das Schloss natürlich sofort im Blickfeld der protestantischen Heerscharen, die es im Jahr 1562 größtenteils zerstörten. Die verbliebenen Bauteile (Renaissance-Portal, Treppenturm mit steinernen Fensterkreuzen und Rundturm mit mittelalterlichen machikoulis) bestehen teilweise aus Bruchstein sowie aus Haustein und sind heute Teil des Rathauses (mairie). Sie wurden im Jahr 1948 als Monument historique[1] anerkannt.
- Die Pfarrkirche Saint-Paixen ist ein neogotischer Bau des ausgehenden 19. Jahrhunderts.

## Persönlichkeiten
- Joseph Paré (* 1943), Radrennfahrer